# NGC 7596
NGC 7596 is een lensvormig sterrenstelsel in het sterrenbeeld Waterman. Het hemelobject werd in 1886 ontdekt door de Amerikaanse astronoom Francis Preserved Leavenworth.

## Synoniemen
- IC 1477
- MCG -1-59-11
- IRAS 23145-0711
- PGC 70932